# Оріхівська
Орíхівська — проміжна залізнична станція Запорізької дирекції Придніпровської залізниці на неелектрифікованій лінії Запоріжжя II — Пологи між станціями Обща (15 км) та Мала Токмачка (10 км). Розташована в місті Оріхів Пологівського району Запорізької області.

## Історія
Станція відкрита 1904 року, під час будівництва лінії Запоріжжя — Пологи.
В ході повномасштабного  російського вторгнення в Україну станція зазнала руйнувань в результаті регулярних обстрілів з боку російських окупантів, рух поїздів припинений.

## Пасажирське сполучення
До російського вторгнення в Україну (з 2022) на станції Оріхівська зупинялися поїзди приміського сполучення Запоріжжя II — Пологи та нічний швидкий поїзд сполученням Київ — Бердянськ — Київ (з 26 березня 2018 року прямував через станції Дніпро-Головний, Запоріжжя I).
У квітні 2018 року Оріхівська міська громада Запорізької області запропонувала залізничникам власний варіант компенсації витрат за проїзд місцевих мешканців-пільговиків у приміських поїздах, який реалізувався за допомогою принтера для друку соціальних карток зі штрих-кодом та міні-сканерів, що були надані білетним касам станцій Запоріжжя II й Оріхівська. Крім звичної фіксації даних з посвідчень касири сканували штрих-коди соціальних карток. По закінченню декади представник мерії вилучав зі сканерів інформацію. Проте, якщо у пільговика така картка відсутня, квиток він все одно отримував за стандартним посвідченням.